# Onur Air
Onur Air (en turco: Onur Air Taşımacılık AŞ) fue una aerolínea con sede en Estambul, Turquía. Opera vuelos regulares nacionales y vuelos chárter a un gran número de destinos en toda Europa desde su base principal en el Aeropuerto Internacional Atatürk. La aerolínea es propiedad, a partes iguales de Cankut Bagana (el anterior director ejecutivo), Hayri İçli (el actual director ejecutivo) y Ünsal Tülbentçi.

## Historia
Onur Air fue fundada el 14 de abril de 1992. Comenzó a operar utilizando un Airbus A320 alquilado con tripulación el 14 de mayo de 1992 con un vuelo a Ercan en Chipre. En los once meses siguientes se añadieron tres aviones más a la flota en las mismas condiciones. En junio de 1995 Onur Air estaba operando una flota de siete aeronaves. A finales de 1995 ya operaba nueve aparatos.
En 1996 Ten Tour adquirió la aerolínea. Debido a la recesión, Onur Air tuvo que reducir su flota hasta los 13 aviones en 1998 y posteriormente a nueve en 1999. Pero una vez pasado este periodo la flota creció rápidamente alcanzando los 29 aparatos (en la actualidad).

### Filial egipcia
En junio de 2010 el directivo de Onur Air Mehmet Pekpak anunció sus planes de fundar una nueva aerolínea en Egipto desde diciembre de 2010. Él explicó que este movimiento estaba basado en parte en la situación de la caída de vuelos chárter a Turquía durante los meses de invierno transfiriendo capacidad a Egipto. Onur Air planea transferir al menos dos aviones desde Turquía a la aerolínea de Egipto. El servicio está todavía a la espera de la aprobación por parte de las autoridades egipcias.

## Destinos
Durante los meses de verano (marzo-octubre) Onur Air opera un buen número de operaciones desde Antalya, Bodrum, Dalaman, İzmir al continente europeo.

## Flota

### Flota Actual
La flota de Onur Air incluye las siguientes aeronaves (a julio de 2022):
A julio de 2022, la media de edad de la flota de Onur Air es de 26.2 años.

## Incidentes y accidentes
- El 17 de junio de 2003, el vuelo 2263 de Onur Air, un MD-88 (registro TC-ONP) se salió de pista en el aeropuerto de Groningen Eelde tras abortar el despegue. No hubo que lamentar heridos, pero la aerolínea fue acusada de fallos de seguridad.[8]

- El 12 de mayo de 2005, se le denegó a Onur Air el acceso al espacio aéreo holandés durante un mes. La decisión se basó en diversos incidentes de la aerolínea. Se iniciaron las negociaciones de inmediato entre las autoridades holandesas y Onur Air y el 24 de mayo de 2005 Onur Air obtuvo nuevamente el permiso para volar hacia o desde Holanda.[9]

- El 15 de septiembre de 2006, el piloto de un vuelo chárter de Onur Air desde el aeropuerto de Antalya al aeropuerto internacional de Bristol asustó a sus pasajeros antes del despegue cuando se negó a pilotar el avión, denunciando que era inseguro.[10]

- El 1 de enero de 2007, la bodega de carga de un MD-88 se abrió poco antes de aterrizar en el Aeropuerto Internacional Atatürk, llenando la pista del equipaje que iba perdiendo.[11]

- El 7 de septiembre de 2007, un avión Airbus A321 perdió la presión en cabina en un vuelo chárter desde el aeropuerto de Dalaman al aeropuerto de Birmingham, propiciando un aterrizaje de emergencia en el Aeropuerto Internacional Atatürk. Los testimonio de los pasajeros incluían humo en un motor y la caída de las máscaras de oxígeno.[12]

- El 20 de agosto de 2011, un piloto de Onur se olvidó de contactar con el Control de Tráfico Aéreo de Múnich y produjo que los aviones de defensa aérea de respuesta inmediata tanto de Alemania como de Austria enviasen cuatro Eurofighter Typhoon para interceptar el A321 de la compañía.[13]